# Аркадія (Канзас)
Аркадія (англ. Arcadia) — місто (англ. city) в США, в окрузі Кроуфорд штату Канзас. Населення — 254 особи (2020).

## Географія
Аркадія розташована за координатами 37°38′28″ пн. ш. 94°37′26″ зх. д. / 37.64111° пн. ш. 94.62389° зх. д. (37.641173, -94.624003).  За даними Бюро перепису населення США в 2010 році місто мало площу 1,14 км², уся площа — суходіл. В 2017 році площа становила 1,08 км², уся площа — суходіл.

## Демографія
Згідно з переписом 2010 року, у місті мешкало 310 осіб у 136 домогосподарствах у складі 79 родин. Густота населення становила 272 особи/км².  Було 168 помешкань (147/км²).
Расовий склад населення:
| - 91,9 % — білих - 1,3 % — чорних або афроамериканців - 1,0 % — корінних американців - 1,6 % — осіб інших рас |

До двох чи більше рас належало 4,2 %. Частка іспаномовних становила 3,2 % від усіх жителів.
За віковим діапазоном населення розподілялося таким чином: 24,8 % — особи молодші 18 років, 61,0 % — особи у віці 18—64 років, 14,2 % — особи у віці 65 років та старші. Медіана віку мешканця становила 42,2 року. На 100 осіб жіночої статі у місті припадало 101,3 чоловіків;  на 100 жінок у віці від 18 років та старших — 108,0 чоловіків також старших 18 років.
Середній дохід на одне домашнє господарство  становив 28 774 долари США (медіана — 18 194), а середній дохід на одну сім'ю — 37 308 доларів (медіана — 31 389). За межею бідності перебувало 40,7 % осіб, у тому числі 39,7 % дітей у віці до 18 років та 10,7 % осіб у віці 65 років та старших.
Цивільне працевлаштоване населення становило 118 осіб. Основні галузі зайнятості: освіта, охорона здоров'я та соціальна допомога — 40,7 %, виробництво — 13,6 %, будівництво — 12,7 %.